# In Concert (álbum de The Doors)
In Concert es un disco, triple en vinilo y doble en disco compacto, en vivo del grupo norteamericano The Doors. Las canciones del disco son grabaciones de cuatro discos anteriores. El primer disco cuenta con las canciones del disco Absolutely Live. La primera canción del segundo disco corresponden a una presentación en vivo que aparece por primera vez en el disco An American Prayer, las siguientes siete canciones pertenecen al disco Alive, She Cried, mientras que las siguientes dos canciones son sacadas del disco Absolutely Live y del disco Live At The Hollywood Bowl, respectivamente. La última canción "The End", es una grabación del álbum Live At The Hollywood Bowl.

## Listado de canciones

### Disco 1 (Absolutely Live)
1. "House Announcer" – 2:40
2. "Who Do You Love?" (McDaniel) – 6:02
3. "Alabama Song (Whiskey Bar)" (Brecht, Weill) – 1:51
4. "Back Door Man" (Willie Dixon) – 2:22
5. "Love Hides" (The Doors) – 1:48
6. "Five to One" (The Doors) – 4:34
7. "Build Me a Woman" (The Doors) – 3:33
8. "When the Music's Over" (The Doors) – 16:16
9. "Universal Mind" (The Doors) – 4:54
10. "Petition to the Lord with Prayer" (The Doors) – 0:52
11. "Dead Cats, Dead Rats" (The Doors) – 1:57
12. "Break on Through (To the Other Side)" - 4:42
13. "Celebration of the Lizard" - 13:45
14. "Soul Kitchen" (The Doors) – 7:15

### Disco 2
1. "Roadhouse Blues" - 6:13
2. "Gloria" - 6:17
3. "Graveyard Poem"/"Light My Fire" - 9:51
4. "You Make Me Real" - 3:06
5. "Texas Radio & The Big Beat" - 1:56
6. "Love Me Two Times" - 3:17
7. "Little Red Rooster" - 7:15
8. "Moonlight Drive"/"Horse Latitudes" - 5:34
9. "Close To You" - 5:26
10. "The Unknown Soldier" - 4:25
11. "The End"- 15:42

- Datos: Q1187404